# Rudolf I. (Böhmen)

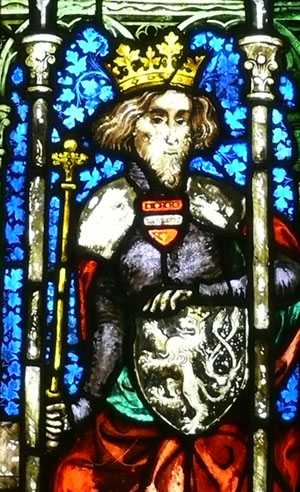
Rudolf I. (Mittelalterliches Buntglasfenster im Stephansdom)

Rudolf VI. Graf von Habsburg (tschechisch Rudolf Habsburský; * um 1282; † 4. Juli 1307 bei Horaschdowitz) war als Rudolf III. Herzog von Österreich und der Steiermark von 1298 bis 1306 und als Rudolf I. König von Böhmen und Titularkönig von Polen von 1306 bis 1307.

## Leben
Rudolf war der älteste Sohn von König Albrecht I. aus dem Hause Habsburg und Elisabeth von Görz-Tirol. Sein Wahlspruch war “Alienae vocis aemula”, illustriert mit einem Papagei im Käfig.
Am ersten Reichstag zu Nürnberg, kurz nach der Königskrönung seines Vaters, wurde er am 21. November 1298 gemeinsam mit seinen Brüdern Friedrich dem Schönen und Leopold dem Glorreichen mit Österreich und der Steiermark belehnt, wobei er selbst als Regent bestimmt wurde, um sowohl den Ansprüchen der Rheinfelder Hausordnung der Habsburger als auch den Lehensverhältnissen des Reiches gerecht zu werden. Er war aber erst 16 Jahre alt, weshalb er von seinem Vater mehrere Räte gestellt bekam, im Besonderen Hermann von Landenberg, den amtierenden Landmarschall von Österreich, und drei Wallseer Brüder; zudem musste er sich den Entscheidungen seines Vaters beugen.
Seine erste Heirat im Jahr 1300 mit Blanka von Frankreich, der Halbschwester von König Philipps IV. von Frankreich, war von seinem Vater initiiert. Albrecht I. wollte sein Reich mit Frankreich verbinden und seinen Enkel als Alleinerben einsetzen. 1305 starb Blanka aber kinderlos.
1304 zogen Albrecht und Rudolf gemeinsam gegen Wenzel II. (Václav) von Böhmen, der nach dem Tod Andreas III. (András der Venetianer) seinen Sohn Wenzel III. zum ungarischen König gemacht hatte. Auf dem Feldzug belagerten Albrecht und Rudolf Kuttenberg (Kutná Hora), ihre kumanischen Hilfstruppen begingen Grausamkeiten im Land. Mit Einbruch des Winters brach Hunger im Heer aus, und sie zogen sich zurück.
1306 wurde ihm nach der Ermordung Wenzels III., inzwischen auch schon König von Böhmen und Polen, und dem damit verbundenen Aussterben der Herrscherfamilie der Přemysliden das Reichslehen Böhmen übergeben. Gleichzeitig musste Rudolf auf Österreich verzichten und übergab die Regentschaft Friedrich dem Schönen. Manche der Stände Böhmens favorisierten seinen Onkel Heinrich von Kärnten, den Meinhardiner, und wählten diesen zum König. Albrecht I., der deutsche König, der seinen Sohn auf dem böhmischen Thron sehen wollte, legte daraufhin die Reichsacht über seinen Schwager Heinrich. Albrecht und Rudolf zogen nun gegen Heinrich, der nach Bayern und dann zurück nach Kärnten floh. Durch Rudolfs Heirat mit Elisabeth Richza, der Witwe König Wenzels II., die am Tag der Krönung 16. Oktober 1306 vollzogen wurde, und eine der Bedingungen des böhmischen Adels für die Wahl war, konnte Rudolf nun auch den polnischen Königstitel beanspruchen.
Als erstes versuchte er die hohe Verschuldung Böhmens mit Hilfe des reichen Silbervorkommens in Kuttenberg zu tilgen. Es kam zu einem Aufstand böhmischer Adliger, angeführt von Bavor III. von Strakonitz und Wilhelm Zajíc von Waldeck, den er jedoch durch Heinrich I. von Rosenberg niederschlagen ließ. Bei der Belagerung von Bavors Sitz Horažďovice starb Rudolf in der Nacht vom 3. zum 4. Juli 1307 im Feldlager gegenüber der Mühle Jarov und hinterließ keinen Erben. Da die königlichen Truppen zu dieser Zeit kurz vor der Einnahme der Stadt standen, wurde der Tod des Königs zunächst geheim gehalten.
Die Todesursache war wahrscheinlich eine Bauchhöhlenvergiftung in Folge eines durchgebrochenen Magengeschwürs. Rudolf I. litt an Magenproblemen und musste sich deshalb von Brei und anderer leichter Kost ernähren. Daher rührt auch sein Spottname Král kaše (König Brei). Die in verschiedener Literatur angeführte Vermutung über seinen Tod durch eine Ruhrinfektion erscheint unwahrscheinlich, da aus den Überlieferungen nichts über eine solche Infektion in dem Feldlager hervorgeht und auch über keine weiteren Toten berichtet wird. Seinerzeit entstanden auch Vermutungen über eine Vergiftung, die in der Erfurter Chronik zu finden sind. Der Anthropologe Emanuel Vlček nahm eine Untersuchung der Gebeine Rudolfs I. vor, in denen er jedoch keinerlei Reste von Giften nachweisen konnte.
Nach seinem Tod wurde Heinrich von Kärnten (Jindřich Korutanský) zum König gewählt, der bereits zur Wahl Rudolfs den Thron beansprucht hatte. Rudolf ist im Veitsdom (Chrám Svatého Víta) begraben.
Noch im 14. Jahrhundert wurde der Tod Rudolfs I. vor Horažďovice von Chronisten verklärt dargestellt, Přibík Pulkava berichtet vom Tod des Königs bei einem Schwertkampf mit Bavor III. von Strakonitz.

## Ehen

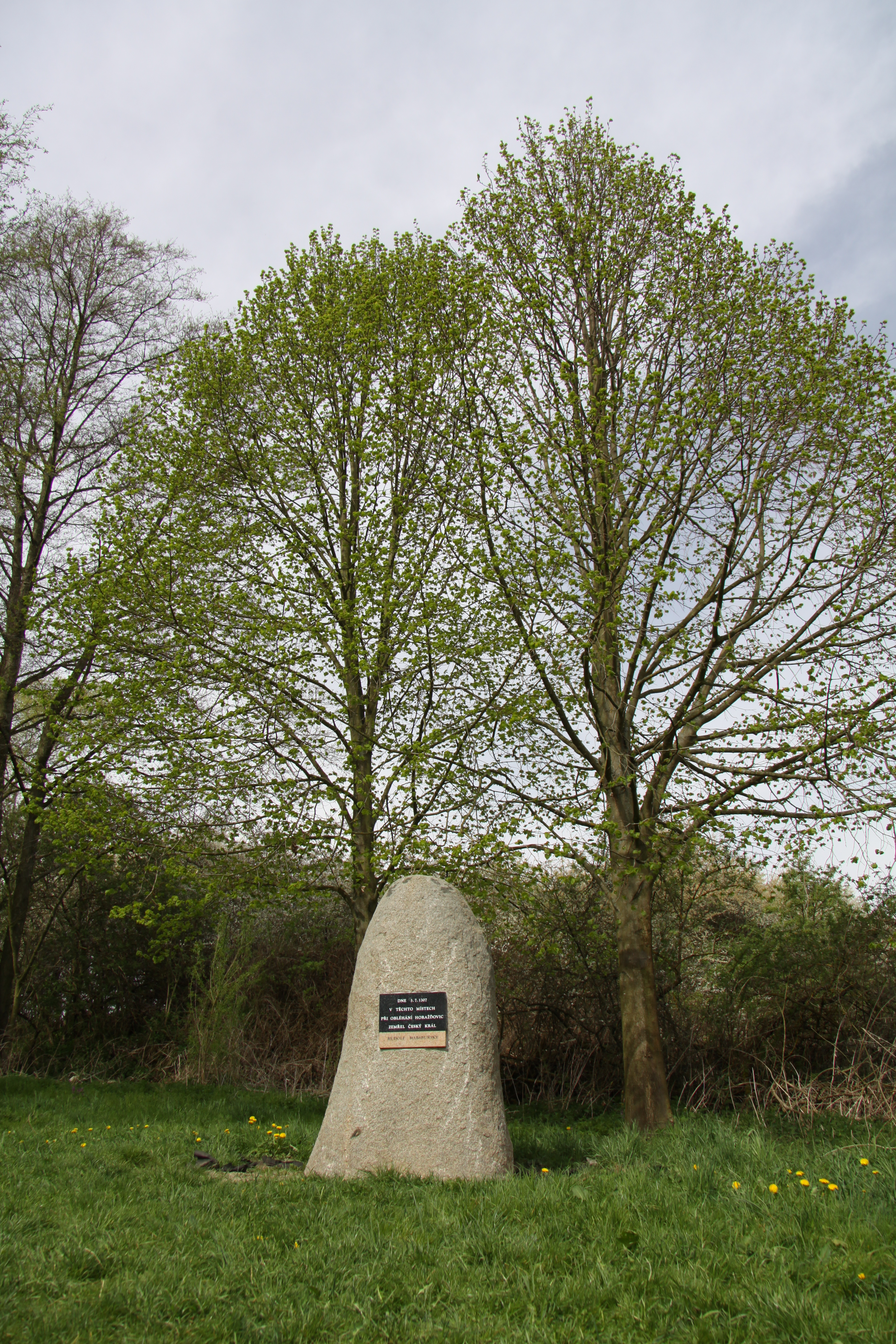
Denkmal am Ort des Todes in der Nähe Horažďovice

Rudolf VI. von Habsburg (Herzog Rudolf III. von Österreich, dann König Rudolf I. Kaše von Böhmen und Polen) war zweimal verehelicht:
⚭ (I) 1300 Blanche (1282–1305) aus dem Haus der Kapetinger, Tochter Philipp III., König von Frankreich
⚭ (II) 16. Oktober 1306 Elisabeth Richza (1286/8–1335) aus dem Haus der Piasten, Tochter Przemysław II., Herzog von Großpolen
Beide Ehen blieben kurz und kinderlos.